# Acaena × anserinacea
Acaena × anserinacea é uma espécie híbrida de rosácea do gênero Acaena, pertencente à família Rosaceae.